# Susann McDonald
Susann McDonald (Rock Island (Illinois), 26 mei 1935 – Bloomington (Indiana), 29 mei 2025) was een Amerikaans klassiek harpiste, muziekpedagoge en docent aan de Juilliard School en de Jacobs School of Music van de Universiteit van Indiana.

## Biografie
McDonald begon op zesjarige leeftijd met harpspelen en kreeg achtereenvolgens les van de Frans-Amerikaanse harpist Marcel Grandjany in New York, Marie Ludwig in Chicago, Henriette Renié in Parijs en bij Lily Laskine aan het Conservatoire de Paris. Op 20-jarige leeftijd werd ze de eerste Amerikaanse die de Premier Prix de Harpe ontving aan dit conservatorium.
In 1976 nam zij deel aan de internationale harpweken, die destijds door Phia Berghout georganiseerd werden in het Conservatorium Maastricht en de Abdij Rolduc. In de jaren erna werd ze mede-organisator. Vanaf 1983 nam zij van Phia Berghout de organisatie over van het World Harp Congress.
Samen met Linda Wood schreef McDonald een aantal haiku's voor harp.

## Discografie
- Recital de Harpe (1964)
- Jan Ladislav Dussek* - Susann McDonald – Sonatas For Harp (1971)
- Susann McDonald - Francesco Antonio Rosetti* – Six Sonatas For Harp , Op. 2 (1971)
- Susann McDonald Plays Prokofiev, Krenek, Casella And Hovhaness – 20th Century Harp (1972)
- Susann McDonald Plays The Romantic Harp (1973)
- Castelnuovo-Tedesco / Rameau / Debussy - Arizona Chamber Orchestra, Robert Hull, Susann McDonald – Mediterranean Reflections (1973)
- Susann McDonald – The Virtuoso Harp (1975)
- Susann McDonald, Louise Di Tullio – Masters Of Flute And Harp Vol. 1 en 2 (1976,1978)
- The World Of The Harp (1979)
- Harp Spectacular (1990)
- Caprice (French Music For Harp) (2002)